# Mr. Morale & the Big Steppers
Mr. Morale & the Big Steppers è il quinto album in studio del rapper statunitense Kendrick Lamar, pubblicato il 13 maggio 2022 dalle etichette discografiche PGLang, TDE, Aftermath e Interscope Records.
Prodotto dallo stesso Kendrick Lamar con la collaborazione di molti dei suoi storici produttori, tra cui Baby Keem, Sounwave, Boi-1da, The Alchemist, Pharrell Williams e DJ Khalil, tale progetto ha visto la partecipazione di numerosi artisti, sia vocalmente che per la scrittura delle liriche e la produzione dei singoli brani, come Beth Gibbons, Kodak Black, Sampha, Ghostface Killah, Vincent Crane, Taylour Paige, Summer Walker e il già citato Baby Keem. Dall'album, che era in lavorazione dal 2019, sono stati estratti i singoli N95, Silent Hill e Die Hard, tutti rientrati all'interno della top ten della Billboard Hot 100 statunitense, ed è stato inoltre anticipato dall'uscita del brano The Heart Part 5. La struttura dell'opera si articola in diciotto brani inediti, contenuti in due dischi da nove tracce ciascuno perlopiù conscious hip-hop e contenente elementi blues, R&B, soul, trap, West Coast hip-hop e jazz d'avanguardia. Dal punto di vista contenutistico, è un concept album i cui testi esplorano un gran numero di tematiche spesso di carattere biografico, quali i traumi infantili, la religione, l'identità di genere, riflessioni sulla paternità, le fake news, il rapporto conflittuale con la stampa e la cancel culture.
Apprezzato dalla critica musicale per la scrittura dei brani e la produzione generale dell'album, sebbene alcuni lo abbiano trovato disomogeneo nelle tematiche, il progetto discografico ha ottenuto otto candidature alla 65ª edizione dei Grammy Awards, tra cui all'album dell'anno e al miglior album rap, e alla canzone e registrazione dell'anno per The Heart Part 5. L'album ha inoltre vinto un BET Hip Hop Awards e un American Music Award.
Commercialmente l'album ha esordito alla prima posizione della Billboard 200, divenendo il quarto progetto di Lamar ad ottenere tale risultato. L'album ha raggiunto inoltre la prima posizione anche in Australia, Belgio, Canada, Danimarca, Finlandia, Irlanda, Paesi Bassi, Nuova Zelanda e Svezia, mentre nel Regno Unito ha esordito alla seconda posizione, divenendo il quarto album consecutivo del cantante ad entrare nelle prime dieci posizioni della Official Albums Chart.

## Antefatti
(Kendrick Lamar durante il suo discorso ai Grammy Awards 2023, ai quali si aggiudicò il premio di Miglior album rap.)
Il 20 agosto 2021 Lamar attraverso un post su Instagram, condivise il link del sito oklama.com. Aprendo quella pagina si trovava una schermata che ritraeva una cartella per file intitolata Nu Thoughts (in italiano: "nuovi pensieri"),  e all'interno di essa v'era un lungo messaggio, con cui il rapper annunciava l'uscita di un nuovo progetto discografico.
Il 18 aprile 2022 furono rivelati il nome e la data di pubblicazione dell'album, intitolato Mr. Morale & the Big Steppers e reso disponibile dal 13 maggio seguente; il 9 maggio, come da consuetudine prima della pubblicazione di un suo nuovo album, Lamar rese disponibile il brano promozionale The Heart Part 5, accompagnato dal relativo videoclip sul canale ufficiale YouTube. Due giorni dopo fu diffusa dai profili social del rapper la copertina dell'album, realizzata dalla fotografa Renell Medrano.

## Accoglienza
| Recensione          | Giudizio   |
| ------------------- | ---------- |
| AllMusic            | [ 46 ]     |
| The Daily Telegraph | [ 47 ]     |
| Evening Standard    | [ 48 ]     |
| Exclaim!            | (9.0/10)   |
| Genius              | [ 50 ]     |
| The Guardian        | [ 51 ]     |
| HipHopDX            | [ 52 ]     |
| The Independent     | [ 53 ]     |
| Metacritic          | (89/100)   |
| NME                 | [ 55 ]     |
| The New York Times  | favorevole |
| Pitchfork           | (7.6/10)   |
| PopMatters          | [ 58 ]     |
| Rolling Stone       | [ 59 ]     |
| Slant Magazine      | [ 60 ]     |

Il progetto discografico ha ottenuto recensioni generalmente positive da parte della critica musicale, ottenendo sul sito Metacritic, che assegna punteggi normalizzati su 100 tramite i giudizi formulati da critiche selezionate, Mr. Morale & the Big Steppers detiene un indice di gradimento pari a 85 punti, calcolato sulla base di 26 recensioni.
Robin Murray di Clash ha apprezzato l'album, affermando che «Mr. Morale & the Big Steppers è una delle sue dichiarazioni più profonde, complesse e rivelatrici, un doppio album alimentato dall'ambizione sonora, dalla volontà di comunicare e dal deciso rifiuto di Kendrick di percorrere la strada più facile». Alexis Petridis di The Guardian lo ha premiato con il miglior voto possibile, elogiandone le tematiche affrontate, la consegna lirica lo stile poetico. Sul piano dei temi affrontati nell'album, Ben Bryan di The Independent lo ha riscontrato «una sorprendente e inquietante meditazione sulla paternità e il concetto di famiglia».
Meno entusiasta la recensione di Jon Caramanica del New York Times, il quale ha ritenuto che si tratti «dell'opera meno coerente dal punto di vista musicale di Lamar", trovandola «impetuosa e strutturalmente irregolare, piena di cambi di ritmo a metà canzone, pianoforte dolente e alcuni momenti di vuoto». Anche Jeff Ihaza, critico di Rolling Stone, ha dichiarato: «Il rapper vincitore del premio Pulitzer trascorre gran parte del suo quinto album in studio a decostruire la propria mitologia. Il risultato è a tratti brillante, ma nel complesso frustrante e disomogeneo».
Riconoscimenti di fine anno
- 1º — Complex[66]
- 2º — The Guardian[67]
- 4º — Billboard[68]
- 5º — NME[69]
- 6º — Exclaim![70]
- 7º — Slant Magazine[71]
- 8º — Time[66]
- 11º — Rolling Stone[72]
- 13º — Pitchfork[73]
- 14º — Los Angeles Times[74]
- 20º — NPR[75]
- 20º — PopMatters[76]
- 25º — Consequence[77]
- 32º — Paste[78]

## Riconoscimenti
Grammy Award
- 2023 – Candidatura all'album dell'anno
- 2023 – Miglior album Rap

American Music Award
- 2022 – Miglior album Rap/Hip-Hop[80]

BET Hip Hop Awards
- 2022 – Album dell'anno[81]

## Tracce
Disco 1
1. United in Grief – 4:15 (Kendrick Duckworth, Sam Dew, Mark Spears, Jason Pounds, Duval Timothy, Matt Schaeffer, Johnny Kosich, Jake Kosich, Timothy Maxey)
2. N95 – 3:15 (Kendrick Duckworth, Sam Dew, Matthew Samuels, Mark Spears, Jahaan Sweet, Hykeem Carter)
3. Worldwide Steppers – 3:23 (Kendrick Duckworth, Sam Dew, Mark Spears, Donte Perkins, Vincent Crane, Pat Darnell)
4. Die Hard (feat. Blxst e Amanda Reifer) – 3:59 (Kendrick Duckworth, Matthew Burdette, Amanda Reifer, Sam Dew, Stephen Bruner, Victor Ekpo, Mark Spears, Dacoury Natche, Hykeem Carter, Michael Mulé, Isaac De Boni, M. Smith, R. Smith)
5. Father Time (feat. Sampha) – 3:42 (Kendrick Duckworth, Sampha Sisay, Mark Spears, Dacoury Natche, Matt, Schaeffer, Johnny Kosich, Jack Kosich, Daniel Tannenbaum, Timothy Ekpo, K. Jones)
6. Rich (Interlude) – 1:43 (Bill Kapri, Sam Dew, Duval Timothy)
7. Rich Spirit – 3:22 (Kendrick Duckworth, Sampha Sisay, Mark Spears, Dacoury Natche, Frano Huett, A, Thomas, D. Dennis, G. Jackson, M. Hall)
8. We Cry Together (feat. Taylour Paige) – 5:41 (Kendrick Duckworth, Daniel Maman,  Daniel Tannenbaum, Florence Welch, G. Peacock)
9. Purple Hearts (feat. Ghostface Killah e Summer Walker) – 5:29 (Kendrick Duckworth, Summer Walker, Dennis Coles, Sam Dew, Anthony Dixon, Mark Spears, Khalil Abdul-Rahman, Jason Pounds, Matt Schaffer, Johnny Kosich, Jack Kosich)

Disco 2
1. Count Me Out – 4:43 (Kendrick Duckworth, Sam Dew, Mark Spears, Dacoury Natche, Jason Pounds)
2. Crown – 4:25 (Kendrick Duckworth, Sam Dew, Duval Timothy)
3. Silent Hill (feat. Kodak Black) – 3:40 (Kendrick Duckworth, Bill Kapri, Matthew Samuels, Mark Spears, Jahaan Sweet, Matt Schaeffer, Johnny Kosich, Jack Kosich)
4. Savior (Interlude) – 2:32 (Kendrick Duckworth, Hykeem Carter, Mark Spears, Jason Pounds)
5. Savior (feat. Baby Keem e Sam Dew) – 3:44 (Kendrick Duckworth, Sam Dew, Daniel Tannenbaum, Mark Spears, Ronald LaTour, Jason Pounds, Mario Luciano, Tobias Breuer, Tommy Paxton-Beesley)
6. Auntie Diaries – 4:41 (Kendrick Duckworth, Homer Steinweiss, Daniel Krieger, Daniel Tannenbaum, Tyler Mehlenbacher, Sergiu Gherman, Craig Balmoris, Matt Schaeffer, Johnny Kosich, Jack Kosich)
7. Mr. Morale (feat. Tanna Leone) – 3:30 (Kendrick Duckworth, Sam Dew, Avante Santana, Pharrell Williams)
8. Mother I Sober (feat. Beth Gibbons) – 6:46 (Kendrick Duckworth, Beth Gibbons, Sam Dew, Stephen Bruner, Mark Spears, Daniel Tannenbaum, Jason Pounds)
9. Mirror – 4:16 (Kendrick Duckworth, Daniel Krieger, Stuart Johnson, Mark Spears, Dacoury Natchem, Daniel Tannenbaum, Tyler Mehlenbacher, Sergiu Gherman, Craig Balmoris, Timothy Maxey)

Disco 3
1. The Heart Part 5 – 5:32 (Kendrick Duckworth, Johnny Kosich, Matt Schaeffer, Jake Kosich, Leon Ware, Arthur Ross)

## Formazione
Crediti tratti dalle note di copertina dell'album.
- Kendrick Lamar – voce
- Amanda Reifer – gang vocal (traccia 4)
- Anneston Pisayavong – coro (traccia 10)
- Anthony Vilchis – assistenza al missaggio (tracce 1-7, 9-18)
- Baby Keem – batteria (traccia 4), gang vocal (tracce 13, 14)
- Bekon – basso (tracce 5, 18), tastiera (tracce 5, 15, 18), chitarra (tracce 15, 18), gang vocal (tracce 15, 18), percussioni (tracce 18)
- Beth Gibbons – voce (traccia 17)
- Blxst – gang vocal (traccia 4)
- Brandon Blatz – assistenza al missaggio (traccia 8)
- Brenton Lockett – coro (traccia 10)
- Bryce Xavier – coro (traccia 10)
- Curtis Bye – assistenza al missaggio (traccia 8)
- Daniel Krieger – chitarra (tracce 15, 18)
- Danny McKinnon – chitarra, basso (traccia 10)
- Denise Stoudmire – arrangiamento voci (traccia 10)
- DJ Dahi – produzione (tracce 5, 7, 18), basso, percussioni (traccia 7), batteria (tracce 10, 18), gang vocal (traccia 10)
- Derek Ali – missaggio (traccia 8)
- Duval Timothy – piano (tracce 1, 5, 6, 11)
- Eckhart Tolle – voce (tracce 10, 13, 16)
- Florence Welch – gang vocal (traccia 8)
- Frano – tastiera, produzione (traccia 7)
- Ghostface Killah – voce (traccia 9)
- Grandmaster Vic – chitarra (tracce 4, 17)
- Homer Steinweiss – batteria (traccia 15)
- Kodak Black – voce (tracce 3, 18), gang vocal (tracce 6, 12)
- Jaheen King Tombs – coro (traccia 10)
- J.LBS – basso (traccia 10)
- Manny Marroquin – missaggio (tracce 1-7, 9-18)
- Michelle Mancini – mastering
- Mike Larsen – produzione (traccia 16)
- Paris Burton – coro (traccia 10)
- Sam Dew – scrittura, gang vocal (traccia 7), voce (traccia 14)
- Sampha – voce (traccia 5)
- Sounwave – produzione, batteria (tracce 5, 7, 18), voce (traccia 18)
- Stuart Johnson – percussioni (traccia 18)
- Summer Walker – voce (traccia 9)
- Sydney Bourne – coro (traccia 10)
- Tanna Leone – voce (traccia 16)
- Taylour Paige – voce (traccia 8)
- Thundercat – basso (tracce 4, 17)
- Trey Station – assistenza al missaggio (tracce 1-7, 9-18)
- Whitney Alford – voce (tracce 1, 5, 8, 10, 17)
- Zach Pereyra – assistenza al missaggio (tracce 1-7, 9-18)

## Successo commerciale
Negli Stati Uniti ha esordito al primo posto della Billboard 200 vendendo 295 000 copie nella prima settimana di disponibilità, di cui 35 000 unità pure fisiche e digitali, e oltre 258 000 stream-equivalent albums risultanti da 343.02 milioni di riproduzioni in streaming delle varie tracce. In tal modo, Lamar ha ottenuto il suo quarto album numero uno nonché il secondo, dopo Harry's House di Harry Styles, per numero di vendite registrate durante la settimana d'apertura nell'anno 2022.

## Classifiche

### Classifiche settimanali
| Classifica (2022) | Posizione massima |
| ----------------- | ----------------- |
| Australia         | 1                 |
| Austria           | 2                 |
| Belgio (Fiandre)  | 1                 |
| Belgio (Vallonia) | 2                 |
| Canada            | 1                 |
| Croazia           | 7                 |
| Danimarca         | 1                 |
| Finlandia         | 1                 |
| Francia           | 3                 |
| Germania          | 3                 |
| Grecia            | 26                |
| Irlanda           | 1                 |
| Islanda           | 2                 |
| Italia            | 6                 |
| Lituania          | 1                 |
| Norvegia          | 1                 |
| Nuova Zelanda     | 1                 |
| Paesi Bassi       | 1                 |
| Polonia           | 11                |
| Portogallo        | 3                 |
| Regno Unito       | 2                 |
| Repubblica Ceca   | 4                 |
| Slovacchia        | 1                 |
| Spagna            | 7                 |
| Stati Uniti       | 1                 |
| Svezia            | 1                 |
| Svizzera          | 2                 |

### Classifiche di fine anno
| Classifica (2022) | Posizione |
| ----------------- | --------- |
| Australia         | 30        |
| Austria           | 63        |
| Belgio (Fiandre)  | 28        |
| Belgio (Vallonia) | 87        |
| Canada            | 27        |
| Danimarca         | 36        |
| Francia           | 118       |
| Germania          | 75        |
| Islanda           | 41        |
| Lituania          | 29        |
| Norvegia          | 27        |
| Nuova Zelanda     | 23        |
| Paesi Bassi       | 25        |
| Stati Uniti       | 17        |
| Regno Unito       | 36        |
| Svizzera          | 22        |
| Classifica (2023) | Posizione |
| Stati Uniti       | 88        |
| Classifica (2024) | Posizione |
| Portogallo        | 79        |